# Leopold Bambula
Leopold Bambula (* 12. září 1938 Horní Olešná) byl v letech 2002–2014 starostou města Pelhřimova za Občanskou demokratickou stranu. Byl nejdéle sloužícím starostou v kraji Vysočina. V roce 2014 obdržel Cenu města Pelhřimova..
Narodil se v Horní Olešné na Jindřichohradecku a v Jindřichově Hradci vystudoval vyšší hospodářskou školu. Od roku 1963 žije v Pelhřimově, kde původně pracoval jako vedoucího finančního odboru bývalého Okresního úřadu. Je ženatý a má 2 dcery, 1 vnučku a 2 vnuky.